# Filebo
El Filebo (en griego antiguo: Φίληβος; en latín: Philebus) es un diálogo platónico que trata sobre el rol del placer y la inteligencia en la vida conducida por el bien. Se considera uno de los diálogos tardíos de Platón.

## Cronología y situación dramática
Desde finales el siglo XIX la mayoría de los estudiosos de la obra platónica considera que el diálogo pertenece al periodo de vejez del autor, entre el 369 a. C. y el 347 a. C., atendiendo tanto al estilo como al contenido. Tanto los que suscriben tal datación como la minoría que no está de acuerdo, lo relacionan con el Timeo sin llegar a un consenso sobre si el Filebo se escribió antes o después.
Respecto de la situación dramática, no se puede determinar el lugar y la fecha en la que tiene lugar el diálogo, puesto que el autor no ofrece indicaciones en el texto, a diferencia de otros diálogos.
Platón vuelve en este diálogo a utilizar a Sócrates como personaje principal, luego de que le diera este rol a distintos personajes vinculados con doctrinas de origen eleático (Parménides en el Parménides, un extranjero eléata en el Sofista), sin embargo, su talante se asemeja mucho a estos últimos: no es tanto quien pregunta y declara su ignorancia, como en los diálogos socráticos del primer período, sino quien responde y sostiene una tesis. La obra, en estilo directo, comienza cuando ya ha terminado una primera ronda de debate entre este Sócrates y Filebo, un personaje desconocido que según algunos especialistas, encarna un hedonismo acérrimo. A este último lo releva Protarco en la discusión, otro personaje del que poco se sabe además de que fue seguidor de Gorgias (19b, 58a).

## Contenido
La obra comienza cuando ha finalizado, sin resultados firmes, una discusión entre Sócrates, que sostenía la primacía de la inteligencia, la prudencia y la memoria como componente de la vida buena; y Filebo,que sostenía la mayor importancia del placer, el gozo y el disfrute. Protarco reemplaza a Filebo como interlocutor de Sócrates, y acuerdan en que buscarán una disposición anímica tal que constituya la vida feliz para todo hombre, defendiendo Protarco desde entonces la primacía del disfrute, y Sócrates la de la prudencia (11a - 12b).
Sócrates repara en que el placer no debe ser entendido unívocamente, intentando introducir distinciones en el concepto: no es lo mismo el placer de un licencioso y el de un hombre templado, tampoco lo es el de un insensato y el que experimenta quien practica la prudencia. Protarco señala que el placer no puede ser distinto de sí mismo, aún originándose de diversas maneras, pero Sócrates indica que la unidad del género "placer" no debe hacer perder de vista la distinción de los elementos que en él se comprenden (12c - 14a). A partir de esta reflexión sobre lo uno y lo múltiple, y de las dificultades teóricas que conlleva aceptar que existen "unicidades" (14b -16b) comienza una larga digresión metodológica en la que se introducen los conceptos de "límite" (péras) e "infinitud" (apeiría) (16c), a fin de que, ante el examen de lo uno y lo múltiple, se pueda determinar cada vez si lo múltiple es ilimitado o tiene una cantidad determinada (16d - 18d1).
Filebo y Protarco intervienen para reconducir la conversación a su tema original, y Sócrates muestra cómo es que esta distinción atañe a la discusión sobre el placer: no hay que perder de vista cómo es que cada placer es uno y múltiple, y cómo alcanza cierta cantidad determinada. Protarco señala la dificultad de encarar una reflexión semejante y hace una síntesis de lo hablado (18d2 - 20a).
A partir de allí, Sócrates lleva a Protarco primero a admitir que en realidad la vida buena no puede prescindir ni del placer ni de la inteligencia, por lo que en realidad se le debe otorgar el primer puesto en la consideración a una vida mixta: nadie desearía una vida de pensamiento sin placer, y tampoco es admisible una vida puramente placentera sin facultades intelectuales. Queda por resolver cuál elemento de los ya considerados va a obtener el segundo premio (20b - 23b).
Para poder decidir quien se lleva este segundo premio, Sócrates observa que es necesario desplegar un análisis en el que distingue cuatro clases que comprenden todas las cosas: lo ilimitado, el límite, la mezcla de ambos, y la causa de la mezcla. Lo ilimitado es aquello que admite el más y el menos, mientras que del lado del límite se encuentra todo aquello que es cantidad determinada. La mezcla de ambos está constituida por los entes determinados por la cantidad. En tanto que la causa de la mezcla surge de la necesidad de pensar que de lo generado siempre hay una causa, por lo tanto, la mezcla debe también tenerla (23c -27b).
La tarea siguiente consiste en determinar a cuales de estas clases pertenecen el placer y la inteligencia. El diálogo avanza analizando los distintos tipos de placeres en puros e impuros, verdaderos y falsos; y los conocimientos en técnicos, culturales, y la dialéctica, cuyo objeto es lo verdaderamente real. Ninguno de estos pueden estar ausentes de la vida buena.
La conclusión final es que lo bueno de la vida mixta es la fórmula o la proporción con la que se mezclan estos componentes, y esta procede de la inteligencia, no del placer.
Los comentaristas señalan que el estilo literario y la composición dramática del diálogo han sido dejados en un segundo plano respecto de las obras anteriores de Platón, para dar lugar a definiciones, clasificaciones, y un lenguaje técnico más bien áspero, propio de una exposición didáctica.

### Ediciones y traducciones
- Ioannes Burnet, ed. (1902). Platonis Opera - Recognovit brevique addnotatione critica instruxit Ioannes Burnet - Tomus II tetralogiam III-IV continens. Londres: Oxford University Press.

- Platón (1992/2002). Diálogos. Obra completa. Volumen VI: Filebo. Timeo. Critias. Traducción, introducción y notas a cargo de Mª Ángeles Durán (Filebo) y Francisco Lisi (Timeo) y (Critias). Traducción revisada por Mercedes López Salvá (Filebo y Timeo) y Carlos García Gual (Critias). Biblioteca Clásica Gredos 160. 1ª edición, 2ª reimpresión. Editorial Gredos. Madrid. ISBN 978-84-249-1475-2.

### Estudios
- Guthrie, William Keith Chambers (ed. ing. Cambridge University Press 1978, ed. esp. 1992). Historia de la filosofía griega. V: Platón. Segunda época y la Academia)(título original A History of Greek Philosophy, The later Plato and the Academy. Madrid: Editorial Gredos. ISBN 84-249-1500-3.